# Lista över fornlämningar i Falköpings kommun (Dala)
Lista över fornlämningar i Falköpings kommun (Dala) är en förteckning av ett urval av de fornlämningar som finns i Dala i Falköpings kommun.
| Namn                        | Lämningstyp      | Tillkomsttid | Historisk indelning | Plats | Läge                 | ID-nr          | Bild                                      |
| --------------------------- | ---------------- | ------------ | ------------------- | ----- | -------------------- | -------------- | ----------------------------------------- |
| Dala 1:1                    | Hög              |              | Dala, Västergötland |       | 58.275800, 13.780281 | 10187300010001 | Ladda upp en bild av detta fornminne      |
| Dala 2:1                    | Stensättning     |              | Dala, Västergötland |       | 58.273059, 13.785443 | 10187300020001 | Ladda upp en bild av detta fornminne      |
| Dala 2:2                    | Hög              |              | Dala, Västergötland |       | 58.272864, 13.784981 | 10187300020002 | Ladda upp en bild av detta fornminne      |
| Dala 3:1                    | Hög              |              | Dala, Västergötland |       | 58.273693, 13.785724 | 10187300030001 | Ladda upp en bild av detta fornminne      |
| Dala 3:2                    | Stensättning     |              | Dala, Västergötland |       | 58.273720, 13.785873 | 10187300030002 | Ladda upp en bild av detta fornminne      |
| Dala 3:3                    | Stensättning     |              | Dala, Västergötland |       | 58.273722, 13.786012 | 10187300030003 | Ladda upp en bild av detta fornminne      |
| Dala 4:1                    | Stensättning     |              | Dala, Västergötland |       | 58.274417, 13.786279 | 10187300040001 | Ladda upp en bild av detta fornminne      |
| Dala 4:2                    | Stensättning     |              | Dala, Västergötland |       | 58.274417, 13.786279 | 10187300040002 | Ladda upp en bild av detta fornminne      |
| Dala 4:3                    | Stensättning     |              | Dala, Västergötland |       | 58.274417, 13.786279 | 10187300040003 | Ladda upp en bild av detta fornminne      |
| Dala 5:1                    | Stensättning     |              | Dala, Västergötland |       | 58.275254, 13.788374 | 10187300050001 | Ladda upp en bild av detta fornminne      |
| Dala 5:2                    | Stensättning     |              | Dala, Västergötland |       | 58.275320, 13.788217 | 10187300050002 | Ladda upp en bild av detta fornminne      |
| Dala 5:3                    | Stensättning     |              | Dala, Västergötland |       | 58.275373, 13.788449 | 10187300050003 | Ladda upp en bild av detta fornminne      |
| Dala 7:1                    | Stensättning     |              | Dala, Västergötland |       | 58.273265, 13.787644 | 10187300070001 | Ladda upp en bild av detta fornminne      |
| Dala 7:2                    | Stensättning     |              | Dala, Västergötland |       | 58.273315, 13.788054 | 10187300070002 | Ladda upp en bild av detta fornminne      |
| Dala 8:1                    | Gravfält         |              | Dala, Västergötland |       | 58.271822, 13.790047 | 10187300080001 | Ladda upp en bild av detta fornminne      |
| Dala 10:1                   | Röse             |              | Dala, Västergötland |       | 58.270348, 13.794026 | 10187300100001 | Ladda upp en bild av detta fornminne      |
| Dala 12:1                   | Hällristning     |              | Dala, Västergötland |       | 58.267455, 13.777487 | 10187300120001 | Ladda upp en bild av detta fornminne      |
| Dala 14:1                   | Stensättning     |              | Dala, Västergötland |       | 58.267031, 13.780712 | 10187300140001 | Ladda upp en bild av detta fornminne      |
| Dala 14:2                   | Stensättning     |              | Dala, Västergötland |       | 58.267133, 13.780923 | 10187300140002 | Ladda upp en bild av detta fornminne      |
| Dala 14:3                   | Stensättning     |              | Dala, Västergötland |       | 58.267154, 13.780720 | 10187300140003 | Ladda upp en bild av detta fornminne      |
| Dala 14:4                   | Stensättning     |              | Dala, Västergötland |       | 58.266979, 13.780544 | 10187300140004 | Ladda upp en bild av detta fornminne      |
| Dala 15:1                   | Stensättning     |              | Dala, Västergötland |       | 58.268278, 13.780679 | 10187300150001 | Ladda upp en bild av detta fornminne      |
| Dala 16:1                   | Stensättning     |              | Dala, Västergötland |       | 58.264168, 13.764467 | 10187300160001 | Ladda upp en bild av detta fornminne      |
| Dala domaresäte (Dala 18:1) | Minnesmärke      |              | Dala, Västergötland |       | 58.255331, 13.786697 | 10187300180001 | Ladda upp en till bild av detta fornminne |
| Dala domaresäte (Dala 18:2) | Minnesmärke      |              | Dala, Västergötland |       | 58.255360, 13.786831 | 10187300180002 | Ladda upp en till bild av detta fornminne |
| Dala domaresäte (Dala 18:3) | Minnesmärke      |              | Dala, Västergötland |       | 58.255296, 13.786801 | 10187300180003 | Ladda upp en till bild av detta fornminne |
| Dala 19:1                   | Stensättning     |              | Dala, Västergötland |       | 58.257416, 13.778945 | 10187300190001 | Ladda upp en bild av detta fornminne      |
| Dala 19:2                   | Stensättning     |              | Dala, Västergötland |       | 58.257457, 13.778738 | 10187300190002 | Ladda upp en bild av detta fornminne      |
| Dala 19:3                   | Stensättning     |              | Dala, Västergötland |       | 58.257534, 13.778495 | 10187300190003 | Ladda upp en bild av detta fornminne      |
| Dala 20:1                   | Stenkammargrav   |              | Dala, Västergötland |       | 58.259214, 13.778946 | 10187300200001 | Ladda upp en bild av detta fornminne      |
| Dala 22:1                   | Stensättning     |              | Dala, Västergötland |       | 58.259298, 13.800853 | 10187300220001 | Ladda upp en bild av detta fornminne      |
| Dala 24:1                   | Gravfält         |              | Dala, Västergötland |       | 58.264465, 13.796694 | 10187300240001 | Ladda upp en bild av detta fornminne      |
| Dala 26:1                   | Stensättning     |              | Dala, Västergötland |       | 58.261211, 13.794117 | 10187300260001 | Ladda upp en bild av detta fornminne      |
| Dala 26:2                   | Stensättning     |              | Dala, Västergötland |       | 58.261325, 13.793940 | 10187300260002 | Ladda upp en bild av detta fornminne      |
| Dala 27:1                   | Hög              |              | Dala, Västergötland |       | 58.258800, 13.780037 | 10187300270001 | Ladda upp en bild av detta fornminne      |
| Dala 28:1                   | Hög              |              | Dala, Västergötland |       | 58.257653, 13.782612 | 10187300280001 | Ladda upp en bild av detta fornminne      |
| Dala 30:1                   | Hög              |              | Dala, Västergötland |       | 58.255610, 13.777174 | 10187300300001 | Ladda upp en bild av detta fornminne      |
| Dala 31:1                   | Hög              |              | Dala, Västergötland |       | 58.254064, 13.777620 | 10187300310001 | Ladda upp en bild av detta fornminne      |
| Dala 35:1                   | Stensättning     |              | Dala, Västergötland |       | 58.255593, 13.801573 | 10187300350001 | Ladda upp en bild av detta fornminne      |
| Dala 38:1                   | Stensättning     |              | Dala, Västergötland |       | 58.252739, 13.799366 | 10187300380001 | Ladda upp en bild av detta fornminne      |
| Dala 39:1                   | Gravfält         |              | Dala, Västergötland |       | 58.252925, 13.797645 | 10187300390001 | Ladda upp en bild av detta fornminne      |
| Dala 40:1                   | Runristning      |              | Dala, Västergötland |       | 58.253904, 13.788082 | 10187300400001 | Ladda upp en bild av detta fornminne      |
| Dala 42:1                   | Begravningsplats |              | Dala, Västergötland |       | 58.253975, 13.786935 | 10187300420001 | Ladda upp en till bild av detta fornminne |
| Dala 43:1                   | Stensättning     |              | Dala, Västergötland |       | 58.253439, 13.794777 | 10187300430001 | Ladda upp en bild av detta fornminne      |
| Dala 43:2                   | Stenkrets        |              | Dala, Västergötland |       | 58.253327, 13.794545 | 10187300430002 | Ladda upp en bild av detta fornminne      |
| Dala 43:3                   | Stensättning     |              | Dala, Västergötland |       | 58.253296, 13.794291 | 10187300430003 | Ladda upp en bild av detta fornminne      |
| Dala 45:1                   | Hög              |              | Dala, Västergötland |       | 58.249587, 13.796443 | 10187300450001 | Ladda upp en bild av detta fornminne      |
| Dala 47:1                   | Hällristning     |              | Dala, Västergötland |       | 58.250138, 13.800619 | 10187300470001 | Ladda upp en bild av detta fornminne      |
| Dala 49:1                   | Hällristning     |              | Dala, Västergötland |       | 58.251111, 13.803252 | 10187300490001 | Ladda upp en bild av detta fornminne      |
| Dala 50:1                   | Stenkammargrav   |              | Dala, Västergötland |       | 58.249896, 13.779118 | 10187300500001 | Ladda upp en till bild av detta fornminne |
| Dala 50:2                   | Hällristning     |              | Dala, Västergötland |       | 58.249896, 13.779118 | 10187300500002 | Ladda upp en bild av detta fornminne      |
| Dala 50:3                   | Hällristning     |              | Dala, Västergötland |       | 58.249896, 13.779118 | 10187300500003 | Ladda upp en bild av detta fornminne      |
| Dala 52:1                   | Stenkrets        |              | Dala, Västergötland |       | 58.247384, 13.773009 | 10187300520001 | Ladda upp en bild av detta fornminne      |
| Dala 54:1                   | Gravfält         |              | Dala, Västergötland |       | 58.250630, 13.764034 | 10187300540001 | Ladda upp en bild av detta fornminne      |
| Dala 57:1                   | Stensättning     |              | Dala, Västergötland |       | 58.255764, 13.759321 | 10187300570001 | Ladda upp en bild av detta fornminne      |
| Dala 57:2                   | Stensättning     |              | Dala, Västergötland |       | 58.255607, 13.759032 | 10187300570002 | Ladda upp en bild av detta fornminne      |
| Dala 57:3                   | Stensättning     |              | Dala, Västergötland |       | 58.255652, 13.758908 | 10187300570003 | Ladda upp en bild av detta fornminne      |
| Dala 58:1                   | Hög              |              | Dala, Västergötland |       | 58.254359, 13.749334 | 10187300580001 | Ladda upp en bild av detta fornminne      |
| Dala 58:2                   | Stensättning     |              | Dala, Västergötland |       | 58.254340, 13.749948 | 10187300580002 | Ladda upp en bild av detta fornminne      |
| Dala 59:1                   | Stensättning     |              | Dala, Västergötland |       | 58.251256, 13.756840 | 10187300590001 | Ladda upp en bild av detta fornminne      |
| Dala 59:2                   | Stensättning     |              | Dala, Västergötland |       | 58.251224, 13.756623 | 10187300590002 | Ladda upp en bild av detta fornminne      |
| Dala 61:1                   | Stensättning     |              | Dala, Västergötland |       | 58.255722, 13.754498 | 10187300610001 | Ladda upp en bild av detta fornminne      |
| Dala 62:1                   | Stensättning     |              | Dala, Västergötland |       | 58.255717, 13.755452 | 10187300620001 | Ladda upp en bild av detta fornminne      |
| Dala 62:2                   | Stensättning     |              | Dala, Västergötland |       | 58.255647, 13.755592 | 10187300620002 | Ladda upp en bild av detta fornminne      |
| Dala 63:1                   | Gravfält         |              | Dala, Västergötland |       | 58.254490, 13.751296 | 10187300630001 | Ladda upp en bild av detta fornminne      |
| Dala 64:1                   | Stenkammargrav   |              | Dala, Västergötland |       | 58.253708, 13.743131 | 10187300640001 | Ladda upp en bild av detta fornminne      |
| Dala 65:1                   | Stensättning     |              | Dala, Västergötland |       | 58.262718, 13.757943 | 10187300650001 | Ladda upp en bild av detta fornminne      |
| Dala 66:1                   | Stenkammargrav   |              | Dala, Västergötland |       | 58.262340, 13.755269 | 10187300660001 | Ladda upp en bild av detta fornminne      |
| Dala 67:1                   | Stensättning     |              | Dala, Västergötland |       | 58.261395, 13.750510 | 10187300670001 | Ladda upp en bild av detta fornminne      |
| Dala 68:1                   | Stensättning     |              | Dala, Västergötland |       | 58.261887, 13.744561 | 10187300680001 | Ladda upp en bild av detta fornminne      |
| Dala 72:1                   | Hög              |              | Dala, Västergötland |       | 58.258032, 13.754693 | 10187300720001 | Ladda upp en bild av detta fornminne      |
| Dala 73:1                   | Stensättning     |              | Dala, Västergötland |       | 58.258568, 13.751243 | 10187300730001 | Ladda upp en bild av detta fornminne      |
| Dala 73:2                   | Stensättning     |              | Dala, Västergötland |       | 58.258668, 13.751323 | 10187300730002 | Ladda upp en bild av detta fornminne      |
| Dala 73:3                   | Stensättning     |              | Dala, Västergötland |       | 58.258725, 13.751542 | 10187300730003 | Ladda upp en bild av detta fornminne      |
| Dala 73:4                   | Stensättning     |              | Dala, Västergötland |       | 58.258999, 13.751188 | 10187300730004 | Ladda upp en bild av detta fornminne      |
| Dala 75:1                   | Stenkammargrav   |              | Dala, Västergötland |       | 58.258621, 13.748497 | 10187300750001 | Ladda upp en bild av detta fornminne      |
| Dala 76:1                   | Hällristning     |              | Dala, Västergötland |       | 58.253893, 13.800272 | 10187300760001 | Ladda upp en bild av detta fornminne      |
| Dala 77:1                   | Stensättning     |              | Dala, Västergötland |       | 58.254839, 13.798770 | 10187300770001 | Ladda upp en bild av detta fornminne      |
| Dala 78:1                   | Hällristning     |              | Dala, Västergötland |       | 58.255181, 13.800523 | 10187300780001 | Ladda upp en bild av detta fornminne      |
| Dala 81:1                   | Stenkammargrav   |              | Dala, Västergötland |       | 58.248307, 13.742048 | 10187300810001 | Ladda upp en bild av detta fornminne      |
| Dala 81:2                   | Stenkammargrav   |              | Dala, Västergötland |       | 58.248257, 13.742323 | 10187300810002 | Ladda upp en bild av detta fornminne      |
| Dala 84:1                   | Hög              |              | Dala, Västergötland |       | 58.248972, 13.734948 | 10187300840001 | Ladda upp en bild av detta fornminne      |
| Dala 85:1                   | Stenkammargrav   |              | Dala, Västergötland |       | 58.246904, 13.734087 | 10187300850001 | Ladda upp en bild av detta fornminne      |
| Dala 86:1                   | Stenkammargrav   |              | Dala, Västergötland |       | 58.247361, 13.734807 | 10187300860001 | Ladda upp en bild av detta fornminne      |
| Dala 88:1                   | Stensättning     |              | Dala, Västergötland |       | 58.248630, 13.750539 | 10187300880001 | Ladda upp en bild av detta fornminne      |
| Dala 91:1                   | Röse             |              | Dala, Västergötland |       | 58.269537, 13.806941 | 10187300910001 | Ladda upp en bild av detta fornminne      |
| Dala 92:1                   | Stenkammargrav   |              | Dala, Västergötland |       | 58.253397, 13.732262 | 10187300920001 | Ladda upp en bild av detta fornminne      |
| Dala 93:1                   | Stensättning     |              | Dala, Västergötland |       | 58.253140, 13.733325 | 10187300930001 | Ladda upp en bild av detta fornminne      |
| Dala 93:2                   | Stensättning     |              | Dala, Västergötland |       | 58.253145, 13.733641 | 10187300930002 | Ladda upp en bild av detta fornminne      |
| Dala 94:1                   | Stenkammargrav   |              | Dala, Västergötland |       | 58.257932, 13.731035 | 10187300940001 | Ladda upp en bild av detta fornminne      |
| Dala 95:1                   | Stenkrets        |              | Dala, Västergötland |       | 58.243816, 13.807710 | 10187300950001 | Ladda upp en bild av detta fornminne      |
| Dala 96:1                   | Stensättning     |              | Dala, Västergötland |       | 58.245428, 13.802217 | 10187300960001 | Ladda upp en bild av detta fornminne      |
| Dala 96:2                   | Stensättning     |              | Dala, Västergötland |       | 58.245326, 13.802088 | 10187300960002 | Ladda upp en bild av detta fornminne      |
| Dala 99:1                   | Stensättning     |              | Dala, Västergötland |       | 58.245775, 13.772756 | 10187300990001 | Ladda upp en bild av detta fornminne      |
| Dala 100:1                  | Stensättning     |              | Dala, Västergötland |       | 58.239815, 13.777907 | 10187301000001 | Ladda upp en bild av detta fornminne      |
| Dala 100:2                  | Stensättning     |              | Dala, Västergötland |       | 58.239975, 13.778270 | 10187301000002 | Ladda upp en bild av detta fornminne      |
| Dala 100:3                  | Stensättning     |              | Dala, Västergötland |       | 58.239909, 13.778121 | 10187301000003 | Ladda upp en bild av detta fornminne      |
| Dala 103:1                  | Stensättning     |              | Dala, Västergötland |       | 58.244524, 13.748932 | 10187301030001 | Ladda upp en bild av detta fornminne      |
| Dala 103:2                  | Stensättning     |              | Dala, Västergötland |       | 58.244264, 13.748945 | 10187301030002 | Ladda upp en bild av detta fornminne      |
| Dala 103:3                  | Stensättning     |              | Dala, Västergötland |       | 58.244182, 13.748847 | 10187301030003 | Ladda upp en bild av detta fornminne      |
| Dala 105:1                  | Hög              |              | Dala, Västergötland |       | 58.244129, 13.740730 | 10187301050001 | Ladda upp en bild av detta fornminne      |
| Dala 105:2                  | Stensättning     |              | Dala, Västergötland |       | 58.244044, 13.741079 | 10187301050002 | Ladda upp en bild av detta fornminne      |
| Dala 105:3                  | Stensättning     |              | Dala, Västergötland |       | 58.244214, 13.740983 | 10187301050003 | Ladda upp en bild av detta fornminne      |
| Dala 107:1                  | Stensättning     |              | Dala, Västergötland |       | 58.244277, 13.731490 | 10187301070001 | Ladda upp en bild av detta fornminne      |
| Dala 109:1                  | Stensättning     |              | Dala, Västergötland |       | 58.243392, 13.727593 | 10187301090001 | Ladda upp en bild av detta fornminne      |
| Dala 119:1                  | Hällristning     |              | Dala, Västergötland |       | 58.257101, 13.780053 | 10187301190001 | Ladda upp en bild av detta fornminne      |
| Dala 122:1                  | Stensättning     |              | Dala, Västergötland |       | 58.266760, 13.800467 | 10187301220001 | Ladda upp en bild av detta fornminne      |
| Dala 123:1                  | Stensättning     |              | Dala, Västergötland |       | 58.267559, 13.799928 | 10187301230001 | Ladda upp en bild av detta fornminne      |
| Dala 124:1                  | Hällristning     |              | Dala, Västergötland |       | 58.250694, 13.800106 | 10187301240001 | Ladda upp en bild av detta fornminne      |
| Dala 125:1                  | Stensättning     |              | Dala, Västergötland |       | 58.260423, 13.767698 | 10187301250001 | Ladda upp en bild av detta fornminne      |
| Dala 127:1                  | Stensättning     |              | Dala, Västergötland |       | 58.260234, 13.768816 | 10187301270001 | Ladda upp en bild av detta fornminne      |
| Dala 130:1                  | Stenkammargrav   |              | Dala, Västergötland |       | 58.272525, 13.790969 | 10187301300001 | Ladda upp en bild av detta fornminne      |
| Dala 131:1                  | Hällristning     |              | Dala, Västergötland |       | 58.271693, 13.791854 | 10187301310001 | Ladda upp en bild av detta fornminne      |
| Dala 131:2                  | Hällristning     |              | Dala, Västergötland |       | 58.271855, 13.791367 | 10187301310002 | Ladda upp en bild av detta fornminne      |
| Dala 132:1                  | Stensättning     |              | Dala, Västergötland |       | 58.251664, 13.760650 | 10187301320001 | Ladda upp en bild av detta fornminne      |
| Dala 134:1                  | Stensättning     |              | Dala, Västergötland |       | 58.250329, 13.740264 | 10187301340001 | Ladda upp en bild av detta fornminne      |